# ملکه شب (ترانه)
«ملکه شب» (به انگلیسی: Queen of the Night) تک‌آهنگی از ویتنی هیوستون است که در سال ۱۹۹۳ میلادی منتشر شد. این تک‌آهنگ در آلبوم محافظ شخصی: موسیقی متن اصلی قرار داشت.